# Damenclub
Der Adlige Damenclub ist ein Tanzball des westfälischen Adels in Münster. Er gilt als einer der führenden Adelsbälle in Deutschland und Europa. Debütanten werden üblicherweise von ihren Eltern oder einem Verwandten eingeführt. Veranstaltungsort war und ist häufig der Erbdrostenhof. 
Frack und Glacéhandschuhe bei den Herren und ein langes Ballkleid bei den Damen sind Pflicht. Ziel ist das Knüpfen und Pflegen gesellschaftlicher Kontakte. Die Tradition von Kontratänzen und Cotillons wird dabei gepflegt, ähnlich wie bei anderen Adelsbällen deutscher Adelsvereinigungen.

## Geschichte
Der Adlige Damenclub wurde am 3. Januar 1800 von einer Reihe Damen in Münster gegründet. Vom Damenclub wurden alle Höhergestellten, auch die preußischen Offiziere in der damals neu gegründeten Provinz Westfalen, eingeladen, er besaß sogar einigen politischen Einfluss. Für den preußischen König war die Einladung des Adligen Damenclubs eine Reverenz der münsterländischen Aristokratie und ein Höhepunkt seines Besuchs in Münster. Zum Ball sind traditionell Mitglieder von Familien des historischen Adels beiderlei Geschlechts zugelassen. 
Ursprünglicher Zweck des Clubs war Kartenspiel und Unterhaltung, wobei das Interesse der Hautevolee, für die der Damenclub zur zentralen Institution wurde, den Stiftungszweck bald auf alle Facetten des Gesellschaftslebens ausdehnte. Der Adlige Damenclub erwies sich als das geeignete Forum, alle geselligen Bedürfnisse des Adels zu befriedigen. Die Mitgliedschaft oder Zulassung wurde zur Voraussetzung jeder höheren Wirksamkeit in der Stadt. Daher wurde sogar der preußische General Gebhard Leberecht von Blücher Gast des Clubs. Zu den ersten Mitgliedern gehörten auch die Eltern der Dichterin Annette von Droste-Hülshoff.
Die Mutter von Clemens August Droste zu Vischering war ab 1801 Präsidentin, 1830 stand der Bischof von Münster, Kaspar Maximilian von Droste-Vischering, der Vereinigung vor. Der Erzbischof von Köln Clemens August, Bruder des Bischofs von Münster, nutzte selbst – er war seit der Gründung Mitglied (Nr. 31) – die Veranstaltungen ab und zu als Treffpunkt. Obgleich er 1809 nicht mehr auf der Mitgliederliste erschien, nahm er doch wenigstens ab 1827 bis zu seinem Lebensende Teil an den Aktivitäten dieser für seinen Stand wichtigsten Institution teil.
Ein Pendant dazu bildet der sogenannte Herrenclub, der jährliche Ball der Rheinischen Ritterschaft im Schloss Ehreshoven; oft erfolgen wechselseitige Einladungen zwischen den Familien des westfälischen und des rheinischen Adels zu diesen Bällen.